# Gertrude Blanch
Pour les articles homonymes, voir Blanch.
Gertrude Blanch, née le 2 février 1897 dans l'Empire russe à Kolno (en Pologne actuelle), et morte le 1er janvier 1996  à San Diego aux États-Unis est une mathématicienne américaine qui a réalisé des études novatrices en analyse numérique et en informatique.

## Biographie

### Jeunesse
Gertrude Blanch née le 2 février 1897, sous le nom de Gittel Kaimowitz. Son père, Wolfe Kaimowitz, émigre aux États-Unis et elle le rejoint à New York en 1907 à l'âge de dix ans avec sa mère, Dora Blanc, et une de ses sœurs. Elle va à l'école primaire, puis au collège à Brooklyn. Elle est diplômée du lycée du district Est de Brooklyn (Eastern District High School) en 1914.
Son père meurt la même année et à 17 ans, elle commence à travailler. Elle américanise à cette époque son prénom en Gertrude. Elle acquiert la citoyenneté américaine en 1921 et travaille comme employée jusqu'au décès de sa mère en 1927.

#### Études
Gertrude Blanch poursuit, de 1928 à 1932, des études de mathématiques à la Washington Square College. C'est alors qu'elle change son nom de famille en « Blanch », une américanisation du nom de sa mère « Blanc ».
Elle passe en 1934 un master à l'université Cornell. Elle obtient un doctorat en soutenant une thèse intitulée Properties of the Veneroni transformation in S4 en 1935. Cette thèse est publiée en 1936 dans la revue American Journal of Mathematics,.

### Carrière professionnelle
En 1938, Gertrude Blanch devient Director of Mathematics et Manager of Computation  au Mathematical Tables Project à New York. Ce projet dépend alors de la Work Projects Administration. Elle supervise près de 450 personnes appelées en anglais human computers (calculateurs humains), qui sans qualifications particulières, effectuent des calculs numériques pour élaborer des tables de fonctions. Les schémas et l'organisation des calculs sont élaborés par Gertrude Blanch. La qualité des algorithmes et des tests d'erreur font de tables produites un ouvrage de référence pendant de dizaines d'années, notamment pour les fonctions transcendantes. Elle travaille dans ce projet jusqu'en 1942. Le National Bureau of Standards reprend alors pour l'essentiel le personnel du Mathematical Tables Project dans le cadre du Applied Mathematics Panel du National Defense Research Committee. Dans ce cadre, elle supervise les calculs pour l'armée, la marine et divers autres projets militaires.
Après la guerre, elle rejoint l'université de Californie à Los Angeles (UCLA), où elle travaille à l'Institute for Numerical Analysis en tant que directeur assistant et chef du département de calcul, toujours dépendant du National Bureau of Standards. Elle figure parmi les membres de l’Association for Computing Machinery (ACM) dès le mois de mai 1948.
Durant la période des persécutions de McCarthy, elle est importunée car sa sœur aînée est membre du parti communiste des États-Unis. Aussi, elle est elle-même soupçonnée d'être communiste parce que célibataire et sans enfants.

#### Les dernières années
L'Institute ayant fermé en 1954, Gertrude Blanch travaille pendant un an pour l'entreprise Electrodata Corporation à Pasadena, puis elle rejoint le laboratoire de recherche aérospatiale à la base aérienne Wright-Patterson, de l’US Air Force à Dayton (Ohio). Elle y travaille sur les fonctions de Mathieu et assure parallèlement des cours de perfectionnement aux officiers. Elle reste dans cet emploi jusqu'à sa retraite en 1967 à l'âge de 69 ans. Elle continue cependant de travailler un an en tant que consultante sous contrat de l'US Air Force avant de déménager à San Diego où elle se consacre à approfondir l'étude des solutions numériques des fonctions de Mathieu.

## Prix et distinctions
- Federal Woman's Award (1964)[10].
- Fellow de l'American Association for the Advancement of Science (1962).

## Publications
L'ensemble des documents et écrits de Getrude Blanch sont conservés sous le titre de dossier Gertrude Blanch Papers, (1932-1996) au  Charles Babbage Institute (en) de l'université du Minnesota à Minneapolis.

### Articles
Elle a publié plus d'une trentaine d'articles scientifiques sur l'approximation de fonctions, les fonctions de Mathieu ou encore l'analyse numérique dans des revues scientifiques américaines, dont l'American Journal of Mathematics, le Bulletin of the American Mathematical Society, le Journal of Mathematics and Physics, dans les Mathematical Tables and other Aids to Computation et le Journal of Research of the National Bureau of Standards.

### Livres
Elle a publié plusieurs volumes de tables sur les fonctions de Mathieu :
- Gertrude Blanch et Donald S. Clemm, Tables relating to the radial mMthieu functions : Vol. 1 : Functions of the first kind, Aeronautical Research Laboratories, Wright-Patterson Air Force Base, 1962, xxix+383 (MR 148948)

et un deuxième volume :
- Gertrude Blanch et Donald S. Clemm, Tables relating to the radial Mathieu functions. Vol. 2 : Functions of the second kind, Aeronautical Research Laboratories, Wright-Patterson Air Force Base, 1965, xxiii+481 (MR 179911)

et enfin : 
- Gertrude Blanch et Donald S. Clemm, Mathieu’s equation for complex parameters. Tables of characteristic values, Aerospace Research Laboraories; Washington: Superintendent of Documents. U.S. Government Printing Office., 1969, xiii+273 (MR 250432, zbMATH 0204.49902).